# Санта-Ана (департамент)
Са́нта-А́на (исп. Santa Ana) — один из 14 департаментов Сальвадора. Находится в западной части страны. Граничит с департаментами Чалатенанго, Ла-Либертад, Сонсонате, Ауачапан и государством Гондурас. Административный центр — город Санта-Ана. Образован 8 февраля 1855 года. Площадь — 2023 км². Население — 523 655 чел. (2007).

## География
Департамент знаменит своими вулканами, некоторые из которых действующие. Вулкан Санта-Ана считается самым высоким и активным вулканическим пиком в стране, кратер которого заполнен озером. Южнее расположен вулкан Исалько, который за свою постоянную активность получил прозвище «Тихоокеанский маяк», или «маяк Центральной Америки». В кратере вулкана Серо-Верде располагается одноимённый национальный парк. В долине между тремя этими вулканами находится административный центр департамента — Санта-Ана.
По департаменту проходит Панамериканское шоссе.

## Муниципалитеты

Муниципалитеты Санта-Аны.

| № на карте | Муниципалитет             | Площадь, км² | Население, чел. |
| ---------- | ------------------------- | ------------ | --------------- |
| 1          | Канделария-де-ла-Фронтера | 91,13        | 33 550          |
| 2          | Чалчуапа                  | 165,76       | 86 200          |
| 3          | Коатепеке                 | 126,85       | 48 544          |
| 4          | Эль-Конго                 | 91,43        | 22 274          |
| 5          | Эль-Порвенир              | 52,52        | 7 819           |
| 6          | Масауат                   | 71,23        | 5 125           |
| 7          | Метапан                   | 668,36       | 59 499          |
| 8          | Сан-Антонио-Пахональ      | 51,92        | 4 574           |
| 9          | Сан-Себастьян-Салитрильо  | 42,32        | 16 688          |
| 10         | Санта-Ана                 | 400,05       | 261 568         |
| 11         | Санта-Роза-Гуачипилин     | 38,41        | 7 909           |
| 12         | Сантьяго-де-ла-Фронтера   | 44,22        | 9 150           |
| 13         | Техистепеке               | 178,97       | 20 904          |

## Галерея

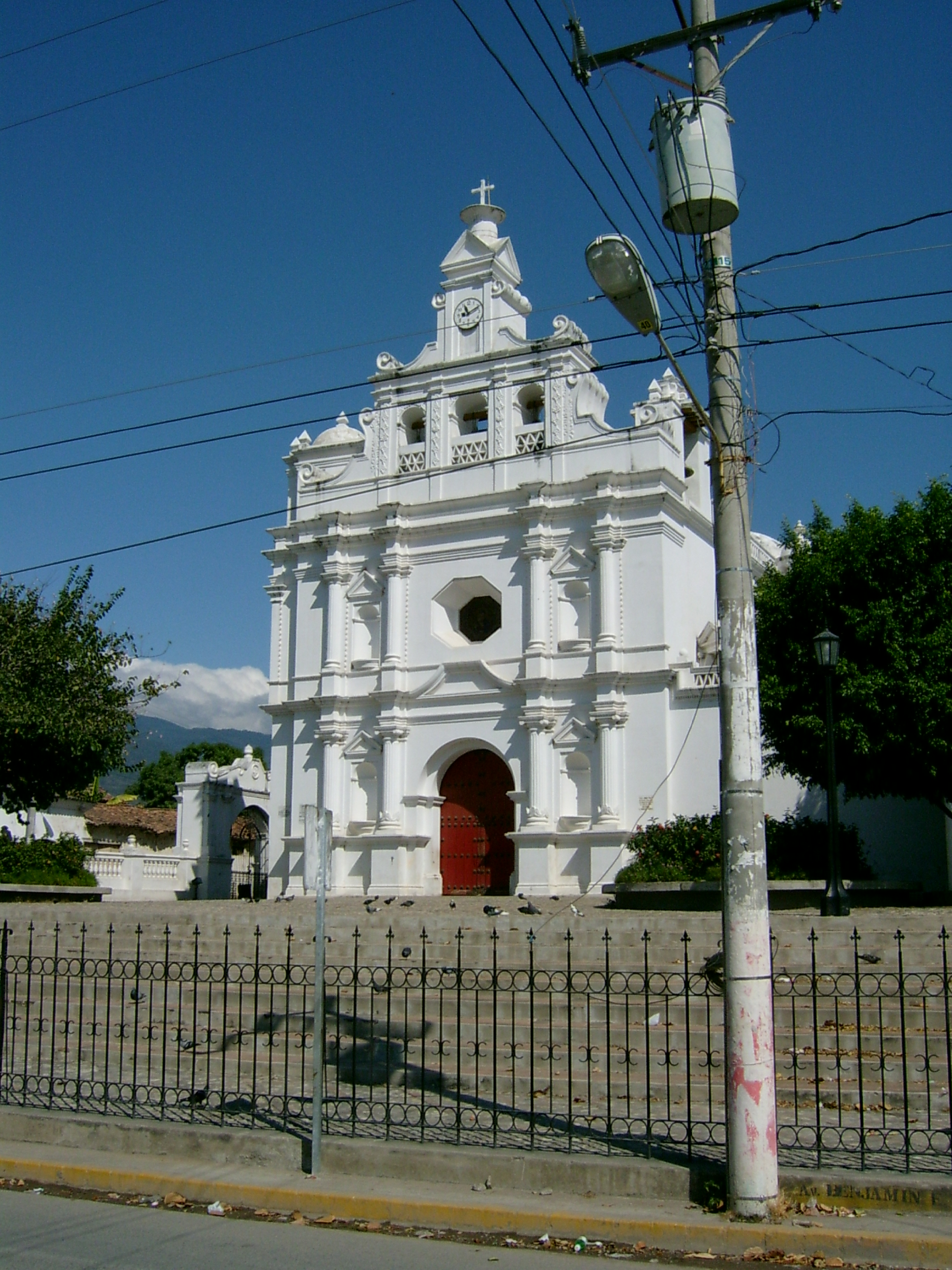
Церковь Сан-Педро в Метапане